# L'Amour au trot
Pour plus de détails, voir Fiche technique et Distribution.
L'Amour au trot (titre original : The Homestretch) est un film américain réalisé par H. Bruce Humberstone, sorti en 1947.

## Fiche technique
- Titre : L'Amour au trot
- Titre original : The Homestretch
- Réalisation : H. Bruce Humberstone
- Scénario : Wanda Tuchock
- Production : Robert Bassler
- Société de production : 20th Century Fox
- Musique : David Raksin
- Photographie : Arthur E. Arling
- Montage : Robert L. Simpson
- Direction artistique : James Basevi et Leland Fuller
- Décorateur de plateau : Thomas Little et Walter M. Scott
- Costumes : Kay Nelson et Charles Le Maire
- Pays de production :  États-Unis
- Langue : anglais
- Format : couleur (Technicolor) – 35 mm – 1,37:1 – mono (Western Electric Recording)
- Genre : drame
- Durée : 99 minutes
- Dates de sortie : 
  - États-Unis : 23 avril 1947 (New York) / 4 mai 1947 (sortie nationale)

## Distribution
- Cornel Wilde : Jock Wallace
- Maureen O'Hara : Leslie Hale
- Glenn Langan : Bill Van Dyke III
- Helen Walker : Kitty Brant
- James Gleason : Doc Kilborne
- Henry Stephenson : Don Humberto Balcares
- Margaret Bannerman : Ellamae Scott
- Ethel Griffies : Tante Martha
- Tommy Cook : Pablo Artigo

Acteurs non crédités
- George Reed : Dee Dee
- Clinton Rosemond : un serviteur